# Гонбах
Гонбах (нем. Gonbach) — община в Германии, в земле Рейнланд-Пфальц. 
Входит в состав района Доннерсберг. Подчиняется управлению Виннвайлер.  Население составляет 496 человек (на 31 декабря 2010 года). Занимает площадь 2,92 км².